# بادی وان هورن
بادی وان هورن (انگلیسی: Buddy Van Horn؛ (زادهٔ ۲۰ اوت ۱۹۲۹ – درگذشتهٔ ۱۱ مهٔ ۲۰۲۱) هماهنگ کننده بدلکاری، بازیگر، کارگردان واحد دوم و کارگردان فیلم آمریکایی بود. او کارگردانی سه فیلم کلینت ایستوود به به نام‌های از هر راهی که می‌توانی (۱۹۸۰)، فهرست مرگ (۱۹۸۸)، و کادیلاک صورتی (۱۹۸۹) بود. او که مدت‌ها بدلکار برای ایستوود بود، به عنوان هماهنگ‌کننده بدلکاری در فیلم‌های ایستوود از سال ۱۹۷۲ تا ۲۰۱۱ و به عنوان کارگردان واحد دوم در فیلم‌های نیروی مگنوم (۱۹۷۳) و تازه‌وارد (۱۹۹۰) شناخته شد. او گاهی اوقات به عنوان وین ون هورن در دهه ۱۹۸۰ شناخته می‌شد. برجسته ترین حضور وان هورن روی پرده، نقش مارشال جیم دانکن در فیلم ایستوود به نام غریبه دشت‌های بالا است. ون هورن در ۱۱ می ۲۰۲۱ در لس آنجلس در سن ۹۲ سالگی درگذشت.